# John Dutton Frost

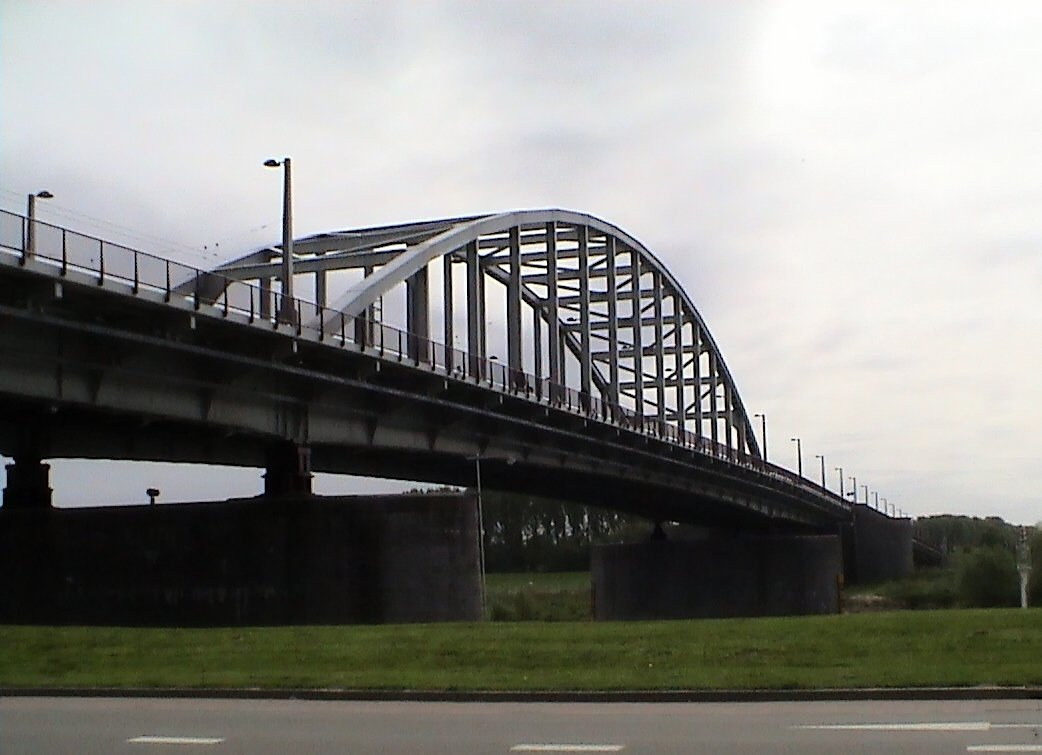
John Frostbrug

John Dutton Frost (Poona (India), 31 december 1912 – West Sussex (Engeland), 21 mei 1993) was een Brits officier die als luitenant-kolonel in 1944 de Rijnbrug bij Arnhem probeerde te veroveren.

## Levensloop
Frost werd geboren in Poona (India) als zoon van generaal Frank Dutton Frost van India Army. Frost bracht zijn jeugd door in India, het Verenigd Koninkrijk, en Mesopotamië (het huidige Irak). In 1921 vestigde het gezin zich in het Verenigd Koninkrijk. Frost volgde Sandhurst en deed dienst bij de Cameronians (Scottish Rifles). In 1938 werd Frost in Irak gestationeerd, waar leden van de jachtclub 'Exodus Hunt' hem een jachthoorn cadeau gaven.
Hij keerde in het begin van de Tweede Wereldoorlog terug naar het Verenigd Koninkrijk en reageerde op een oproep voor de pas opgerichte Special Air Service, een soort commando-eenheid onder leiding van majoor David Stirling. Frost werd bevorderd tot majoor, was compagniecommandant tijdens de Bruneval Raid op 27 februari 1942, en werd leider van het tweede parachutistenbataljon van de Special Air Service, later dat jaar. Hij vocht in Tunesië, Sicilië, en Italië, en klom op tot luitenant-kolonel.
Na een periode van rust werd Frost in de loop van 1944 betrokken bij Operatie Market Garden. Hij kreeg de opdracht met het tweede bataljon van de Eerste Britse Luchtlandingsbrigade een of meerdere bruggen over de Rijn bij Arnhem te veroveren. Het beviel hem niet dat de landingszones van zijn bataljon vele kilometers westelijk van de bruggen lag, maar hij dacht toch dat de operatie een succes zou worden.
Operatie Market Garden ging op 17 september van start. Onmiddellijk na de landing op de Renkumse heide, haalde Frost de jachthoorn van de 'Exodus Club' tevoorschijn om het signaal 'verzamelen' te blazen. Hij trok met zijn bataljon door Heveadorp en Oosterbeek, toegejuicht door Nederlandse burgers, naar Arnhem. De Duitse tegenstand bleek heviger dan verwacht en de radioverbindingen haperden. Toch wist zijn bataljon de noordelijke oprit van de verkeersbrug te veroveren. In de dagen daarna bleven zijn troepen deze oprit verdedigen, tevergeefs wachtend op de geallieerde grondtroepen die uit het zuiden moesten komen. De Britten raakten echter steeds meer ingesloten, en de Duitsers schoten met zware tanks huis na huis aan flarden. In de ochtend van 21 september moest Frost, die inmiddels zwaargewond was geraakt, zich overgeven, waarbij hij zijn jachthoorn verloor. De Slag om Arnhem was voor hem voorbij. De rest van de oorlog bleef hij krijgsgevangene van de Duitsers.
De jachthoorn van Frost werd in juli 1945 teruggevonden bij opruimwerkzaamheden van de puinhopen rond de Rijnbrug van Arnhem. De vinder schonk de jachthoorn in 1997 aan het Airborne Museum te Oosterbeek.
Na de oorlog zette Frost zijn militaire carrière voort. Hij was onder meer stafofficier bij de Gurkha divisie, en bevelhebber op Malta en in Libië. Op zijn 67-ste ging hij met pensioen als generaal-majoor. Hij bezocht regelmatig de herdenkingen van de Slag om Arnhem. Hij was als militair consultant betrokken bij het maken van de film A Bridge Too Far, waarin hij vertolkt wordt door Anthony Hopkins. Frost overleed op 80-jarige leeftijd aan een hartkwaal.
Op 16 september 1978 werd de verkeersbrug over de Rijn bij Arnhem omgedoopt in John Frostbrug.

## Militaire loopbaan
- Second Lieutenant: 1 september 1932[2]
- Lieutenant: 1 september 1935[2]
- Captain: 1 september 1940[2]
- Waarnemend Major:[2]
  - 17 december 1941 - 16 maart 1942
- Tijdelijk Major:[2]
  - 17 maart 1942 - 19 februari 1943
- Titulair Major: 20 februari 1943[2]
- Major: 1 juli 1946[2]
- Waarnemend Lieutenant-Colonel:[2]
  - 20 november 1942 - 19 februari 1943
- Tijdelijk Lieutenant-Colonel:[2]
  - 20 februari 1943 - 15 februari 1948
  - 24 februari 1952 - 7 april 1955
- Lokaal Lieutenant-Colonel:[2]
  - 23 december 1949 - 31 december 1951
  - 18 februari 1952 - 23 februari 1952
- Titulair Lieutenant-Colonel: 1 juli 1953[2]
- Lieutenant-Colonel: 27 mei 1955[2]
- Tijdelijk Colonel: 27 juni 1955 - 27 mei 1956[2]
- Colonel: 28 mei 1956[2]
- Tijdelijk Brigadier: 27 maart 1958- 27 mei 1960[2]
- Brigadier: 28 mei 1960[2]
- Major-General: 11 oktober 1961[2]
  - Anciënniteit: 10 februari 1961 (uitdiensttreding 18 april 1967)

## Decoraties
- Military Cross op 15 mei 1942[3][2]
- Lid in de Orde van het Bad op 1 januari 1964[4][2]
- Orde van Voorname Dienst op 11 februari 1943[2]
  - Gesp op 20 september 1945[5][2]
- Grootofficier in de Orde van Malta
- General Service Medal 1918-1962[1]
- 1939-1945 Star[1]
- Africa Star[1]
  - Gesp "1st ARMY"[1]
- Italy Star[1]
- France and Germany Star[1]
- Defensiemedaille[1]
- War Medal 1939-1945[1]
- Herinneringsmedaille ter gelegenheid van de kroning van H.M. Koningin Elizabeth II van Groot-Brittannië[1]